# كنوت أيدم
كنوت أيدم (بالنرويجية البوكمول: Knut Eidem)‏ هو صحفي نرويجي، ولد في 24 ديسمبر 1918، وتوفي في 11 يناير 2009.